# ك. أشوك كومار
ك. أشوك كومار (بالهندية: अशोक कुमार के॰؛ بالإنجليزية: Ashok Kumar K) هو سياسي هندي، ولد في 27 سبتمبر 1953. نشط حزبياً في أول إنديا أنا درافيدا مونترا كاجاغام ‏. في 2014 Indian general election in Krishnagiri Lok Sabha constituency ‏، انتخب عضو لوك سابها السادسة عشر ‏ عن دائرة Krishnagiri Lok Sabha constituency ‏ وقد انضم خلال فترته النيابية ‏  للكتلة البرلمانية أول إنديا أنا درافيدا مونترا كاجاغام ‏.